# Florian Magnenet
Florian Magnenet est un danseur français né le 15 mai 1981 à Paris. Il occupe jusqu’en Juillet 2022 le poste de premier danseur au sein du Ballet de l'Opéra national de Paris.

## Biographie
Florian Magnenet commence tout d'abord par s'intéresser à la gymnastique, qu'il pratique pendant trois ans avant d'entrer au conservatoire de Clamart, alors qu'il est âgé de dix ans. Il passe l'année suivante le concours d'entrée de l'école de danse de l'Opéra de Paris et fait sa rentrée à l'école de Nanterre en février 1993, pour une scolarité de six ans qu'il effectuera sans encombre. Ces années-là, il participe à divers spectacles et s'illustre notamment dans le rôle du Gitan des Deux Pigeons. Il fait également partie des élèves qui créent Yondering, de John Neumeier.
Engagé dans le corps de ballet de l'Opéra de Paris en 1999, à l'âge de 19 ans, il est promu coryphée en 2002 puis, deux ans plus tard, accède au grade de sujet.
En 2010, il devient premier danseur après avoir interprété des soli tirés de Don Quichotte et de Suite en blanc.
En 2005, il tient son premier grand rôle dans le Cendrillon de Rudolf Noureev : il doit à cette occasion remplacer l'étoile Manuel Legris, blessé au genou, et n'a que deux semaines pour répéter. Par la suite, il interprète un rôle de soliste dans Jewels et danse Lucien d'Hervilly dans Paquita, durant la tournée de la troupe à Novossibirsk, en septembre 2010. Trois mois plus tard, il remplace Hervé Moreau dans Apollon musagète, de George Balanchine et fait ses débuts dans le rôle principal de Roméo et Juliette en avril 2011.
En mai 2011, il danse dans Rain d'Anne Teresa De Keersmaeker lors de l'entrée de la pièce de danse contemporaine au répertoire de l'institution.
Le 16 juillet 2022 il fait ses adieux en tant que premier danseur dans la compagnie dans le rôle de Thésée dans le Songe d’une nuit d’été de Balanchine accompagné de Miho Fuji, quadrille. 
Du 16 octobre au 4 novembre 2021, il interprète le rôle-titre de Julien Sorel dans Le Rouge et le Noir de Pierre Lacotte lors de sa création à l'Opéra Garnier. 
Il se voit décerner le Prix public de l'AROP en 2005, deux ans après avoir reçu le Prix du Cercle Carpeaux.

## Répertoire
- Cendrillon : l'acteur-vedette, un ami de l'acteur
- Paquita : Lucien d'Hervilly
- Les Quatre tempéraments : thème
- Roméo et Juliette : Roméo, Pâris
- Jewels : Diamants
- Raymonda : Jean de Brienne, Bernard, Béranger
- Proust ou les Intermittences du cœur : Saint-Loup, les Enfers de M. Charlus
- Onéguine : Lenski, Prince Grémine
- Apollon musagète : Apollon
- La Bayadère : Solor
- La Dame aux camélias : Armand Duval
- Le Rouge et le Noir : Julien Sorel, Abbé Chelan